# Stanisław Sołtysiński
Stanisław Jerzy Sołtysiński (ur. 2 maja 1939 w Poznaniu) – polski prawnik i nauczyciel akademicki, radca prawny, profesor nauk prawnych, specjalista w zakresie prawa cywilnego, handlowego i własności przemysłowej.

## Życiorys
W 1961 ukończył studia prawnicze na Uniwersytecie im. Adama Mickiewicza w Poznaniu. Kształcił się także w London School of Economics oraz na nowojorskim Uniwersytecie Columbia. Na UAM uzyskiwał stopnie naukowe doktora (1965) i doktora habilitowanego (1970). Przez szereg lat związany zawodowo z tą uczelnią. Uzyskał tytuły naukowe: profesora nadzwyczajnego w 1979 oraz profesora zwyczajnego w 1988. Pełnił funkcję dziekana macierzystego wydziału w latach 1981–1984. Był również wykładowcą szkoły prawa na Uniwersytecie Pensylwanii oraz Kolegium Europejskiego w Brugii.
Podjął także praktykę w zawodzie radcy prawnego, od 1991 jako partner w ramach kancelarii prawniczej Sołtysiński Kawecki & Szlęzak. Obejmował również szereg funkcji w radach nadzorczych (m.in. przewodniczącego rad nadzorczych Banku Handlowego i Agory). Związany również z międzynarodowym arbitrażem gospodarczym, został członkiem m.in. Amerykańskiego Stowarzyszenia Arbitrażowego.
Był członkiem Rady Legislacyjnej. Od 1996 pełnił funkcję przewodniczącego Zespołu do Spraw Spółek Handlowych przy Komisji Kodyfikacyjnej Prawa Cywilnego, w skład którego wchodzili też Andrzej Szajkowski, Janusz Szwaja (do 1999) i Andrzej Szumański (od 1999). W jego ramach w 1997 i 1999 przedstawiono dwa projekty kodeksu spółek handlowych. Został też m.in. członkiem rady konsultacyjnej Konfederacji Lewiatan oraz członkiem krajowym korespondentem Polskiej Akademii Umiejętności. Jest autorem publikacji naukowych z zakresu prawa handlowego i wynalazczego, m.in. współautorem czterotomowego komentarza do kodeksu spółek handlowych wydawanego przez C.H. Beck.
W 2017 został członkiem Społecznej Komisji Kodyfikacyjnej.

## Odznaczenia
Odznaczony Krzyżem Kawalerskim, Krzyżem Oficerskim (2003) oraz Krzyżem Komandorskim (2015) Orderu Odrodzenia Polski. W 2010 wyróżniony tytułem doktora honoris causa Szkoły Głównej Handlowej w Warszawie. W 2013 odznaczony Odznaką Honorową „Bene Merito”. W 2011 przyznano mu Krzyż Zasługi na Wstędze Orderu Zasługi Republiki Federalnej Niemiec. W 2010 otrzymał odznakę honorową „Za zasługi dla bankowości Rzeczypospolitej Polskiej”. Wyróżniony także Odznaką Honorową Miasta Poznania.